# جاد نور الدين
جاد أحمد نور الدين (27 فبراير 1992) هو لاعب كرة قدم لبناني محترف يلعب في مركز قلب الدفاع.

## مسيرته
بدأ مسيرته الكروية في عام 2009 مع فريق النجمة اللبناني، قبل أن ينتقل إلى شباب الساحل في عام 2011. ثم انتقل إلى إندونيسيا إلى نادي بورنيو ونادي آريما كرونوس في عامي 2016 و2017، عاد إلى لبنان لينضم إلى نادي الصفاء عام 2017، قبل أن ينتقل إلى ماليزيا إلى نادي بيراك عام 2018. ثم عاد في عام 2018 إلى نادي الصفاء قبل أن ينضم إلى نادي العهد حامل لقب كأس الاتحاد الآسيوي في عام 2020. ثم انتقل على سبيل الإعارة إلى نادي الأهلي البحريني وبيراك الماليزي. مثل لبنان على مستوى الشباب وظهر لأول مرة على المستوى الدولي في عام 2016، لعب ثلاث مباريات حتى عام 2017.

## روابط خارجية
- جاد نور الدين على موقع قاعدة بيانات كرة القدم.إي يو (الإنجليزية)
- جاد نور الدين على موقع ناشيونال فوتبول تيمز (الإنجليزية)
- جاد نور الدين على موقع Soccerway.com (الإنجليزية)
- جاد نور الدين على موقع كووورة